# Bandeira de Santos

Bandeira

A Bandeira de Santos é a bandeira oficial da cidade de Santos, município do estado de São Paulo, Brasil. Foi instituída pela Lei nº 1.986, de 3 de outubro de 1957, sancionada pelo então prefeito municipal, engenheiro Sílvio Fernandes Lopes. Trata-se de uma simples forma retangular de fundo branco com o Brasão de Armas da Cidade de Santos em suas cores originais no centro.

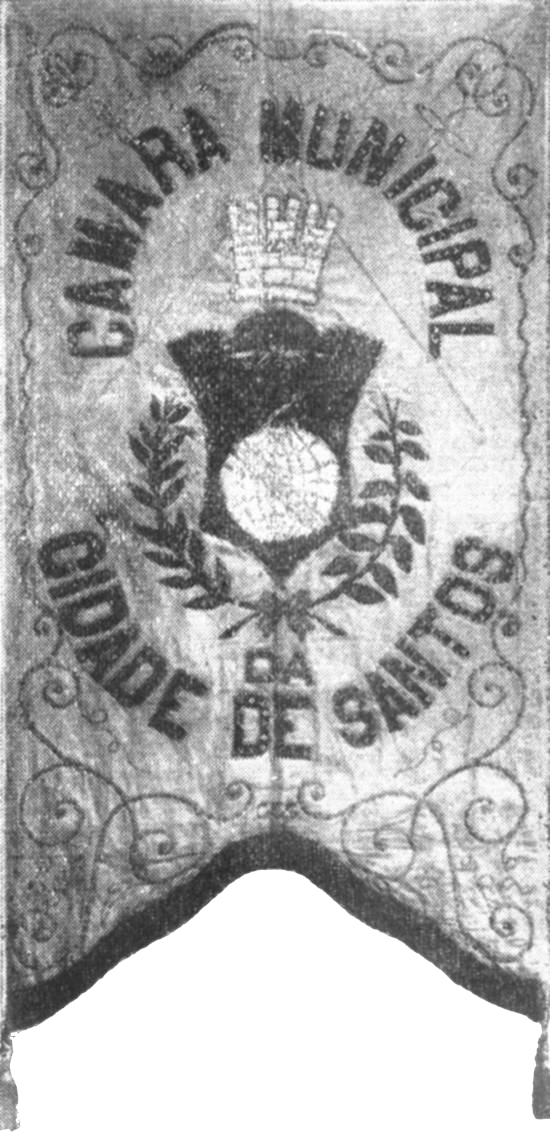
Estandarte da Câmara Municipal de Santos (1888 - 1889)